# Poliedru aproape Johnson
În geometrie, un poliedru aproape Johnson este un poliedru strict convex ale cărui fețe sunt aproape de a fi poligoane regulate, dar dintre care unele nu sunt tocmai precis regulate. Astfel, nu corespunde definiției unui poliedru Johnson, un poliedru ale cărui fețe sunt toate regulate, deși „adesea poate fi construit fizic fără a se observa discrepanța” dintre fețele sale regulate și neregulate. Numărul precis de astfel de poliedre depinde de cât se acceptă că fețele unui astfel de poliedru sunt „aproape” de poligoanele regulate. Unele poliedre „aproape” au simetrii înalte, sunt simetroedre cu unele dintre fețe poligoane regulate perfecte.

## Exemple
| Nume Nume Conway                          | Imagine | Configurațiile vârfurilor           | V   | M   | F   | F3  | F4 | F5 | F6 | F8 | F10 | F12 | Simetrie              |
| ----------------------------------------- | ------- | ----------------------------------- | --- | --- | --- | --- | -- | -- | -- | -- | --- | --- | --------------------- |
| Bipiramidă triunghiulară trunchiată t4dP3 |         | 2 (5.5.5) 12 (4.5.5)                | 14  | 21  | 9   |     | 3  | 6  |    |    |     |     | Dih3 ordinul 12       |
| Tetraedru triakis trunchiat t6kT          |         | 4 (5.5.5) 24 (5.5.6)                | 28  | 42  | 16  |     |    | 12 | 4  |    |     |     | Td, [3,3] ordinul 24  |
| Piritoheptacontatetraedru pentahexagonal  |         |                                     | 60  | 132 | 74  | 56  |    | 12 | 6  |    |     |     | Th, [3+,4] ordinul 24 |
| Cub șanfrenat cC                          |         | 24 (4.6.6) 8 (6.6.6)                | 32  | 48  | 18  |     | 6  |    | 12 |    |     |     | Oh, [4,3] ordinul 48  |
| –                                         |         | 12 (5.5.6) 6 (3.5.3.5) 12 (3.3.5.5) | 30  | 54  | 26  | 12  |    | 12 | 2  |    |     |     | D6h, [6,2] ordinul 24 |
| –                                         |         | 6 (5.5.5) 9 (3.5.3.5) 12 (3.3.5.5)  | 27  | 51  | 26  | 14  |    | 12 |    |    |     |     | D3h, [3,2] ordinul 12 |
| Dodecaedru tetrat                         |         | 4 (5.5.5) 12 (3.5.3.5) 12 (3.3.5.5) | 28  | 54  | 28  | 16  |    | 12 |    |    |     |     | Td, [3,3] ordinul 24  |
| Dodecaedru șanfrenat cD                   |         | 60 (5.6.6) 20 (6.6.6)               | 80  | 120 | 42  |     |    | 12 | 30 |    |     |     | Ih, [5,3] ordinul 120 |
| Icosaedru trunchiat rectificat atI        |         | 60 (3.5.3.6) 30 (3.6.3.6)           | 90  | 180 | 92  | 60  |    | 12 | 20 |    |     |     | Ih, [5,3] ordinul 120 |
| Icosaedru trunchiat trunchiat ttI         |         | 120 (3.10.12) 60 (3.12.12)          | 180 | 270 | 92  | 60  |    |    |    |    | 12  | 20  | Ih, [5,3] ordinul 120 |
| Icosaedru trunchiat expandat etI          |         | 60 (3.4.5.4) 120 (3.4.6.4)          | 180 | 360 | 182 | 60  | 90 | 12 | 20 |    |     |     | Ih, [5,3] ordinul 120 |
| Icosaedru trunchiat rectificat snub stI   |         | 60 (3.3.3.3.5) 120 (3.3.3.3.6)      | 180 | 450 | 272 | 240 |    | 12 | 20 |    |     |     | I, [5,3]+ ordinul 60  |

## Poliedre cu fețe coplanare

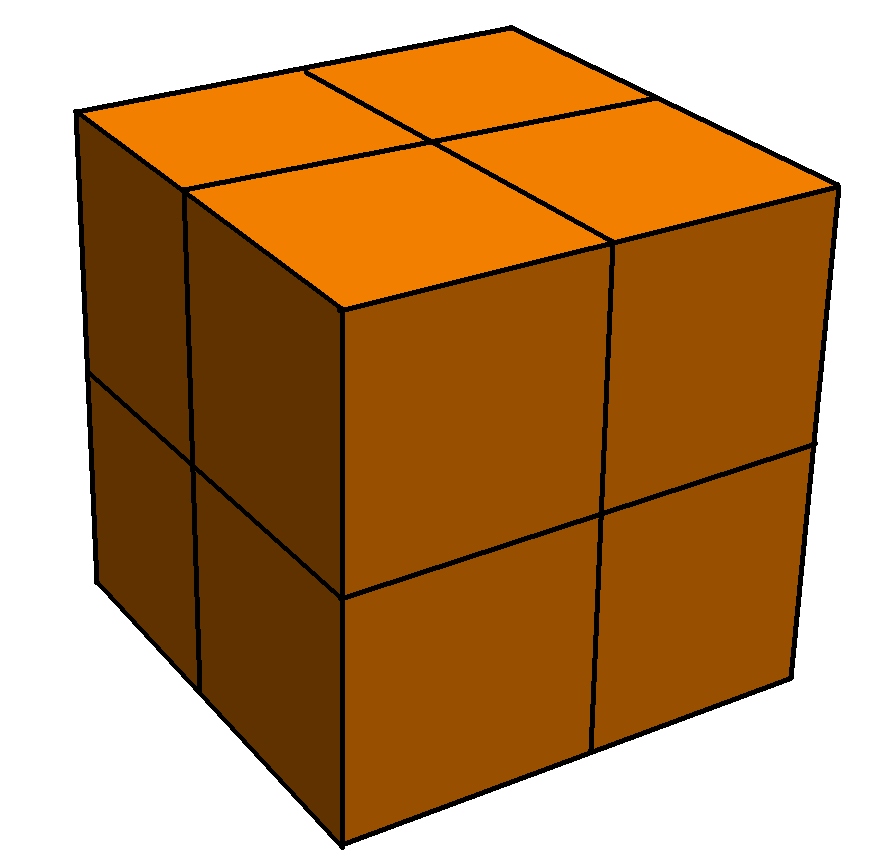
Icositetraedru pătrat (Cub)

Cupolă hexagonală (Degenerată)

Unele poliedre candidate pentru a fi poliedre Johnson sau aproape Johnson au fețe coplanare. Aceste poliedre pot fi puțin deformate pentru a deveni convexe cu fețe care sunt oricât de apropiate de poligoanele regulate. Aceste cazuri au figuri ale vârfului 4.4.4.4 pavare pătrată, 3.3.3.3.3.3 pavare triunghiulară, precum și fețe rombice din câte două triunghiuri echilaterale sau fețe trapezoidale din trei triunghiuri echilaterale. Este posibil să se ia un număr infinit de abateri unghiulare ale fețelor coplanare distincte din secțiuni ale unui fagure cubic (policuburi convexe alternative) sau ale unui fagure cubic alternat, ignorând fețele ascunse.
Exemple:
3.3.3.3.3.3

Prismă rombică
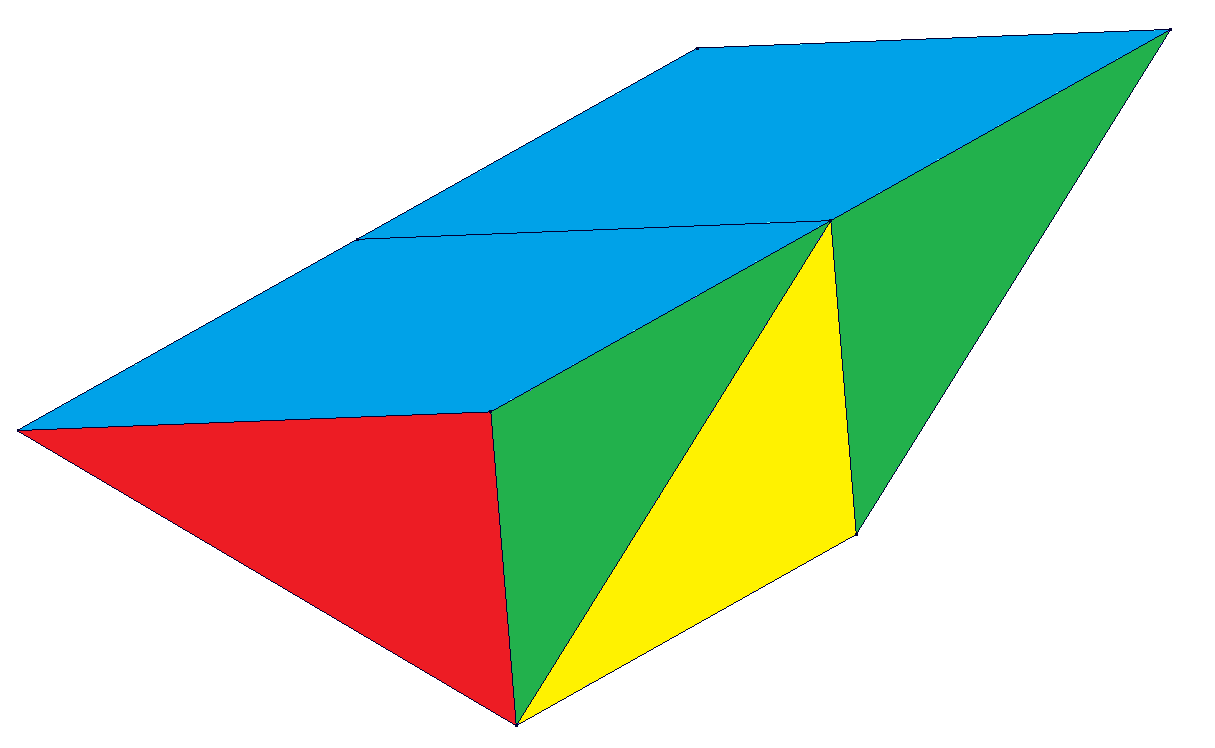
Pană
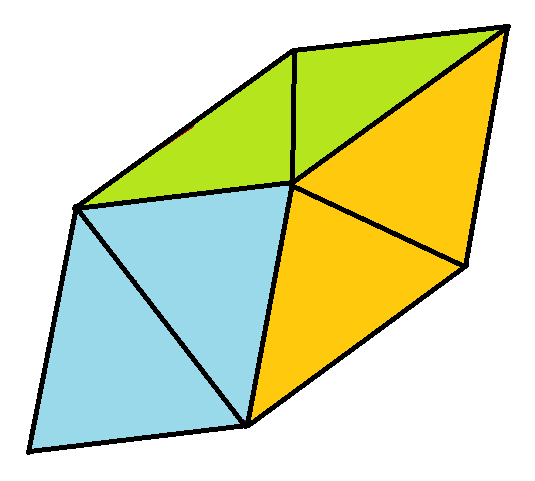
Trapezoedru trigonal
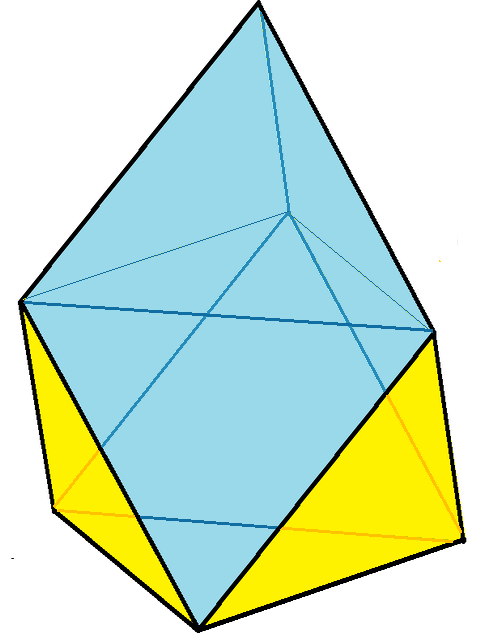
Piramidă trigonală giroalungită
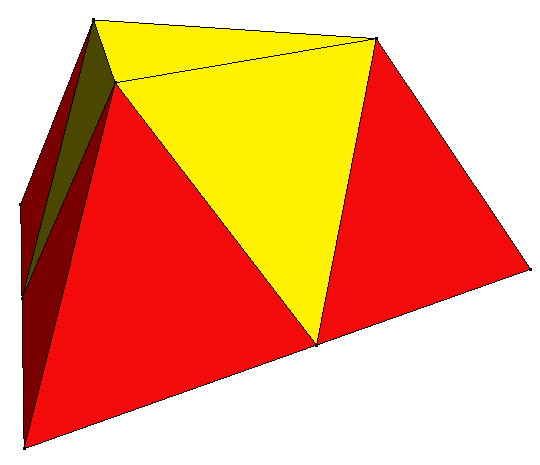
Tetraedru monorectifcat triangulat
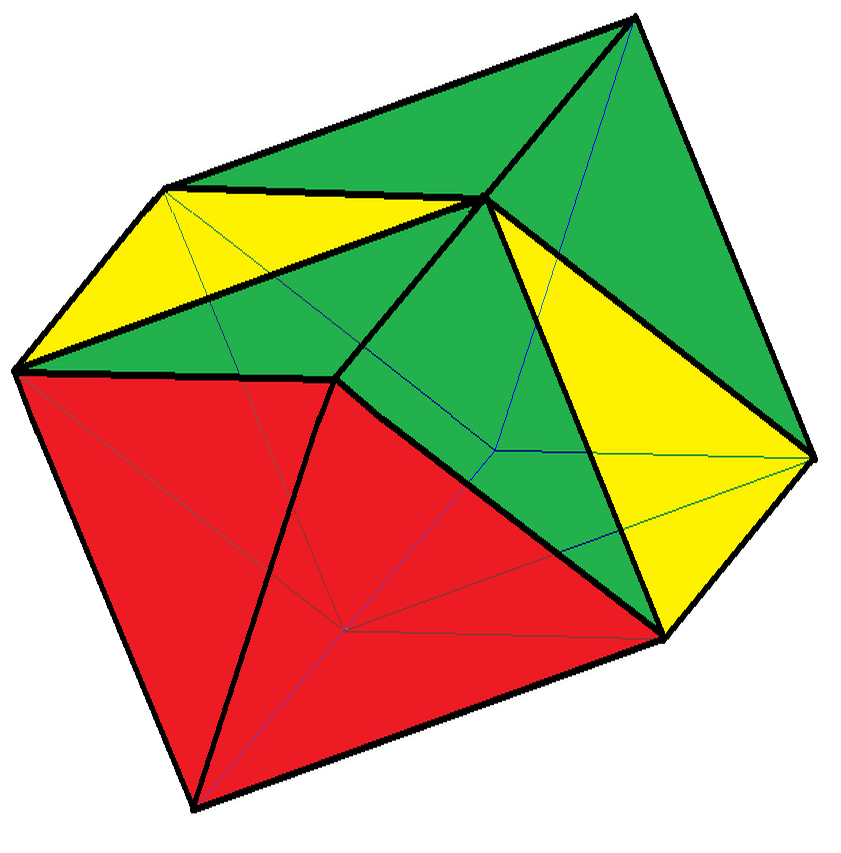
Octaedru alungit
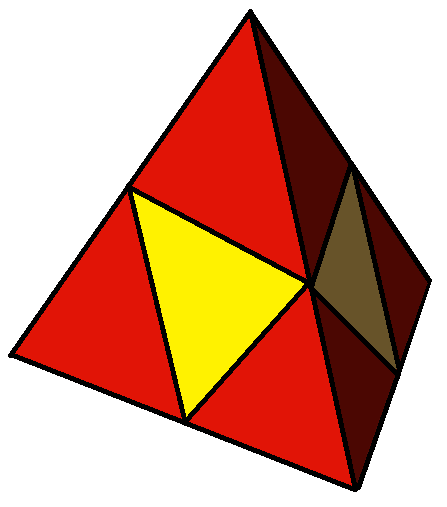
Tetratetraedru, Tetraedru triangulat
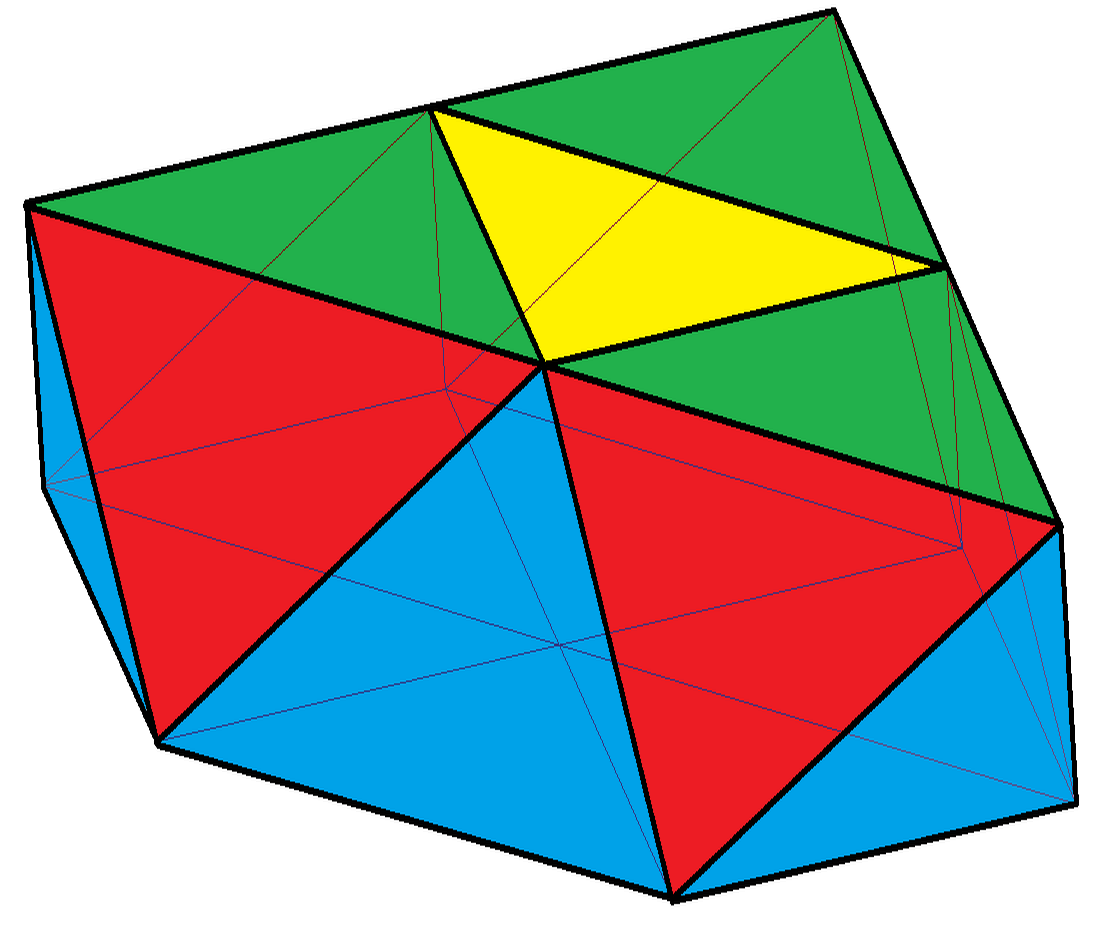
Cupolă triunghiulară augmentată
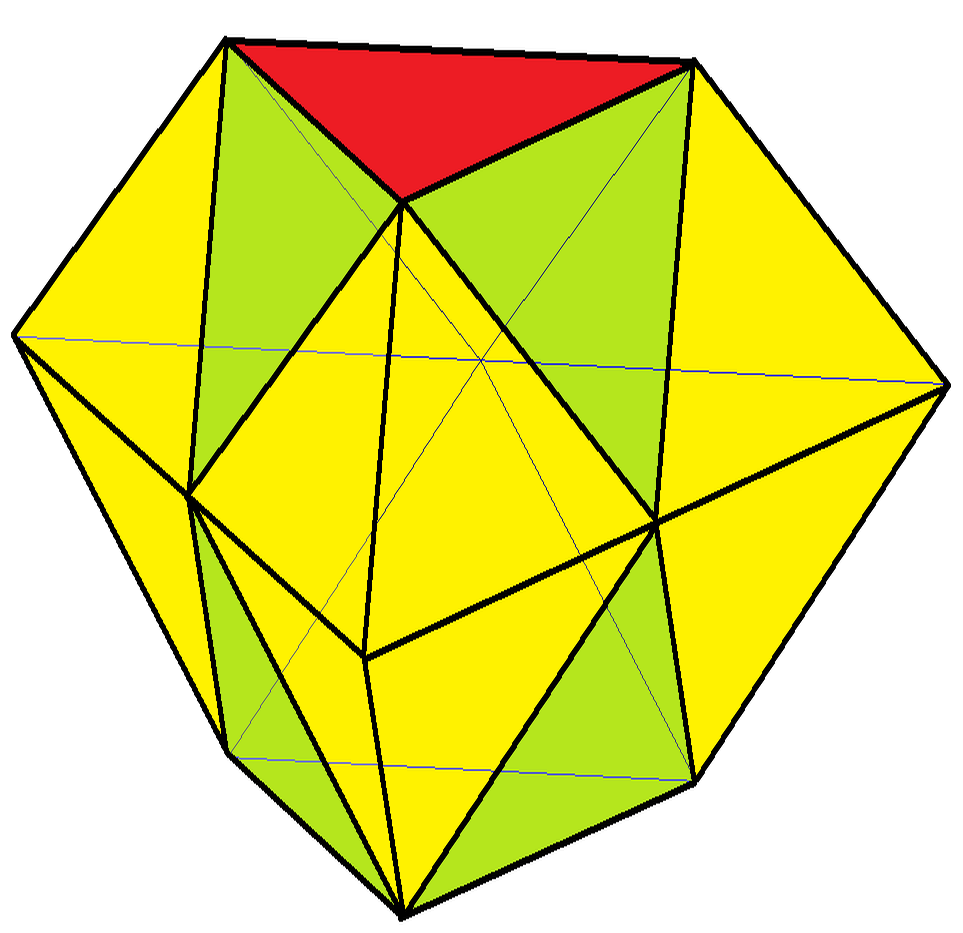
Bipiramidă triunghiulară trunchiată triangulată
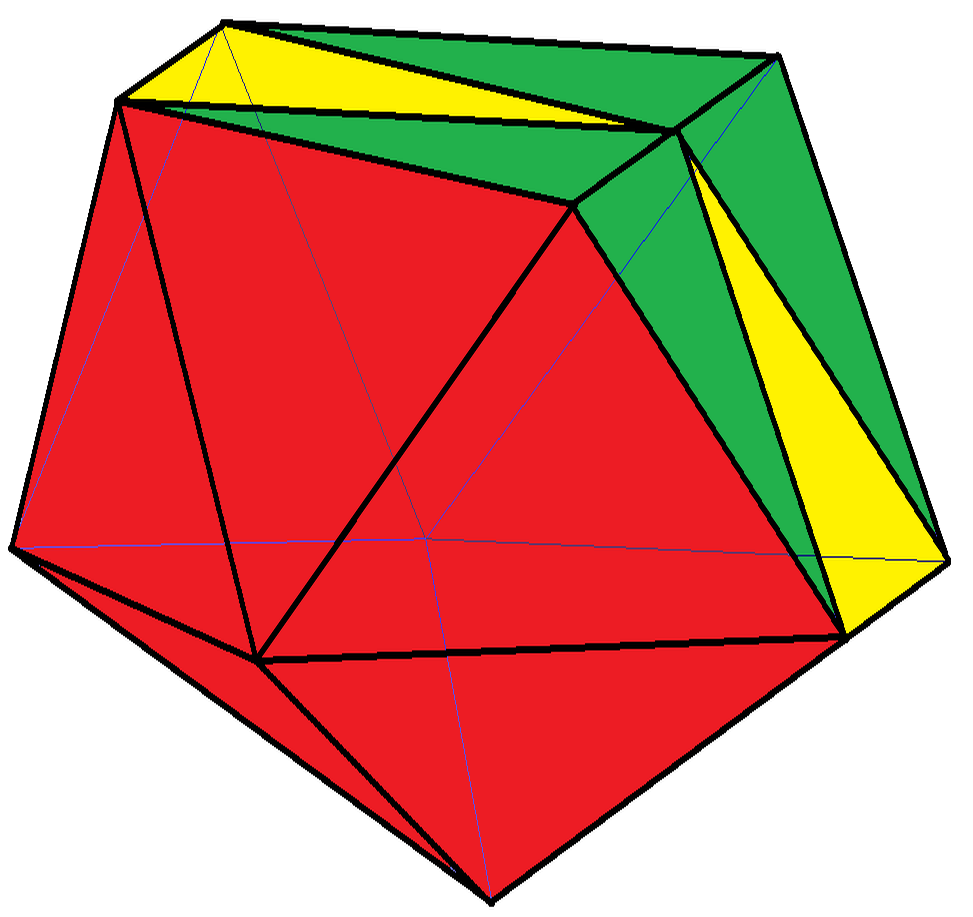
Icosaedru cu muchii contractate
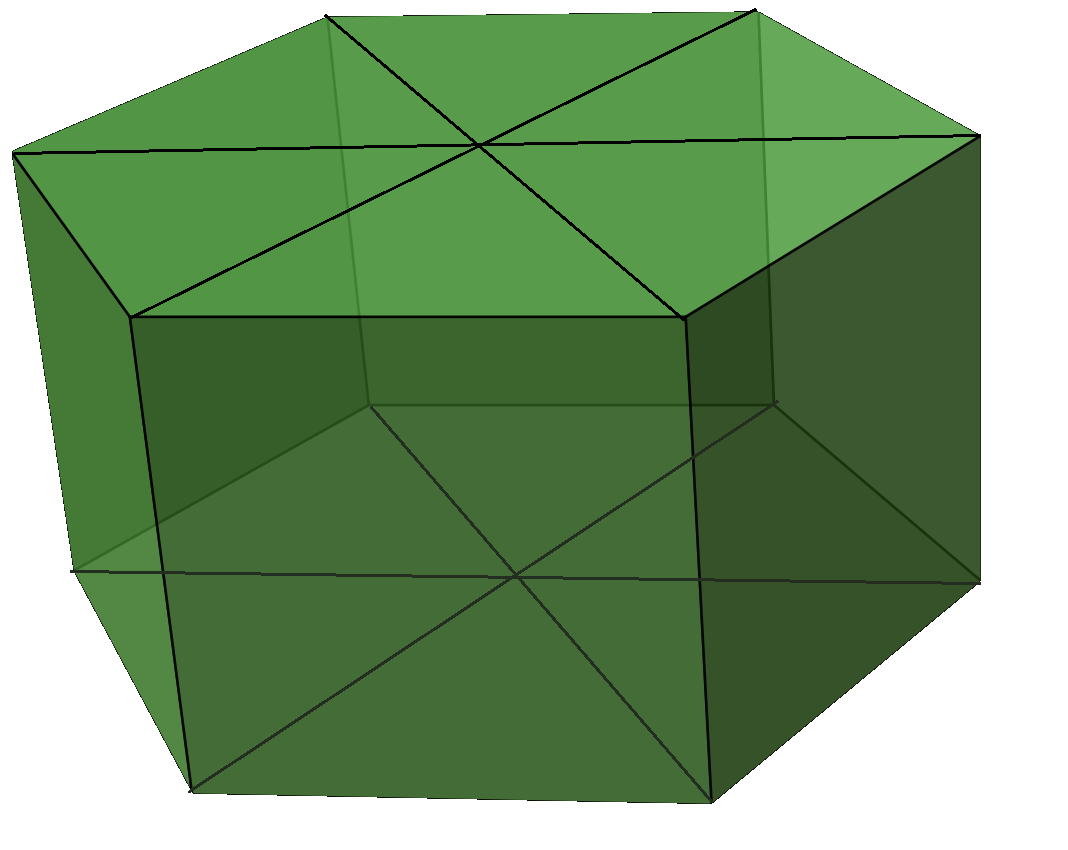
Prismă hexagonală
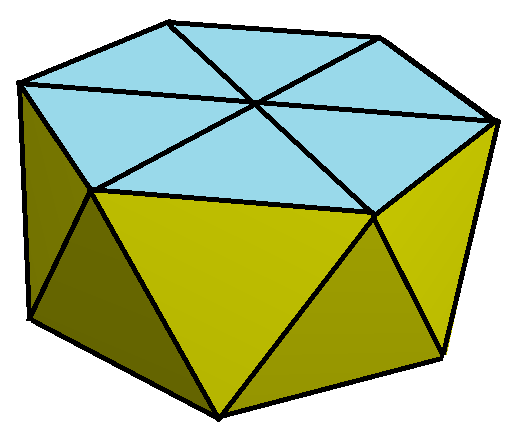
Antiprismă hexagonală, Piramidă hexagonală giroalungită
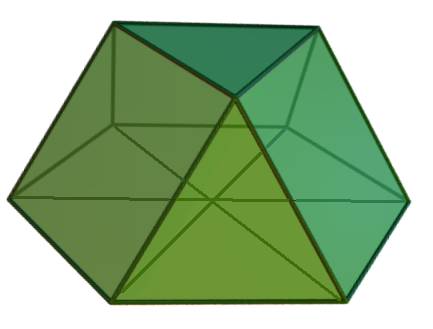
Cupolă triunghiulară
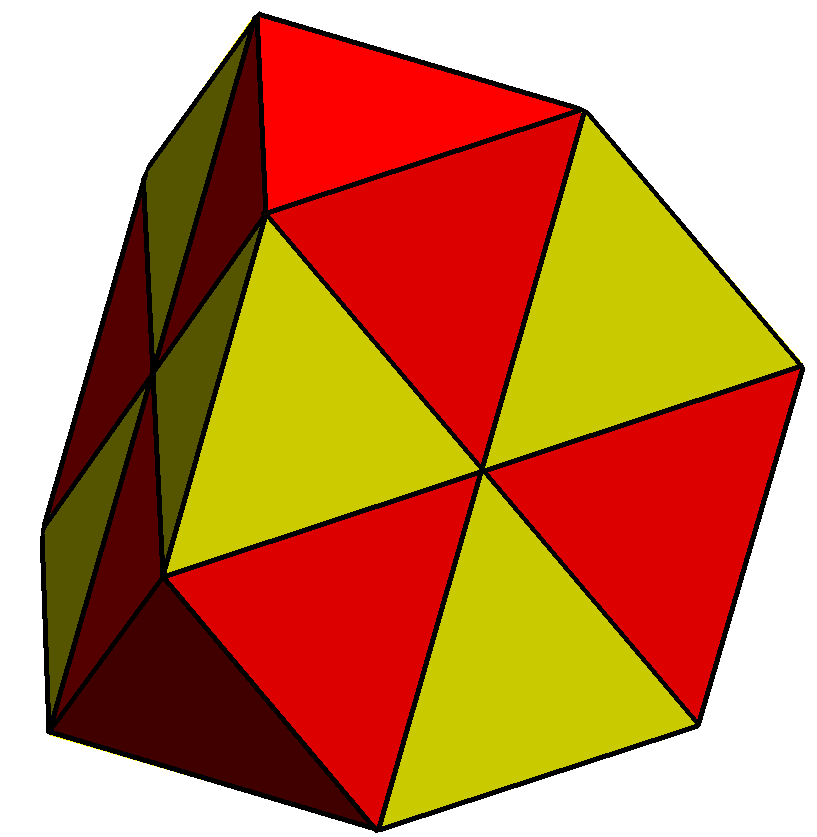
Tetraedru trunchiat
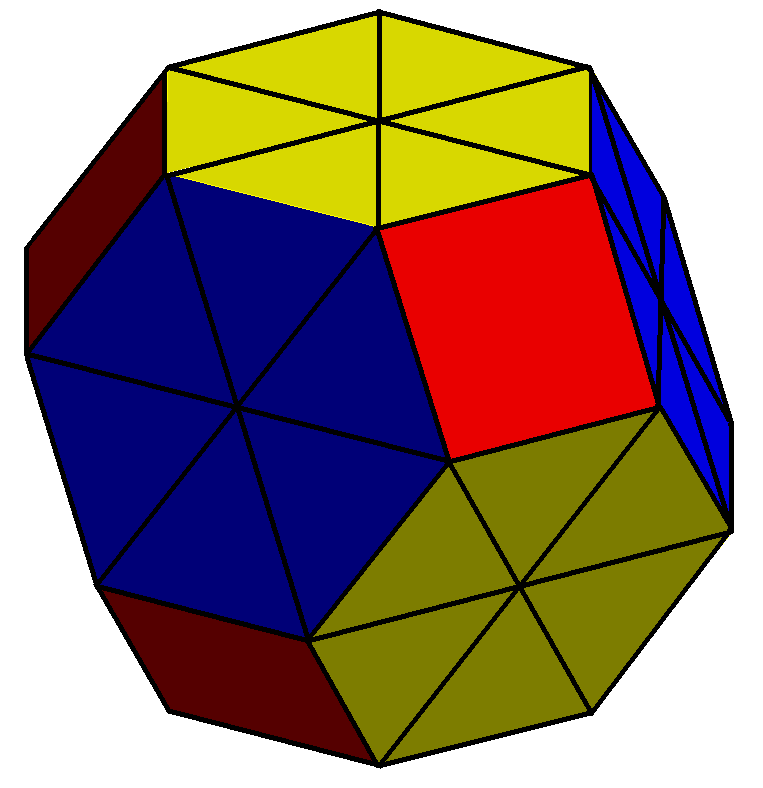
Octaedru trunchiat

4.4.4.4
- Icositetraedru pătrat
(Cub)

3.4.6.4:
- Cupolă hexagonală
(Degenerată)